# Uthangarai
Uthangarai é uma panchayat (vila) no distrito de Dharmapuri, no estado indiano de Tamil Nadu.

## Demografia
Segundo o censo de 2001, Uthangarai tinha uma população de 15,393 habitantes. Os indivíduos do sexo masculino constituem 52% da população e os do sexo feminino 48%. Uthangarai tem uma taxa de literacia de 74%, superior à média nacional de 59.5%: a literacia no sexo masculino é de 81% e no sexo feminino é de 67%. Em Uthangarai, 10% da população está abaixo dos 6 anos de idade.